# グリセロールデヒドロゲナーゼ (受容体)
グリセロールデヒドロゲナーゼ (受容体)（glycerol dehydrogenase (acceptor)）は、次の化学反応を触媒する酸化還元酵素である。
グリセロール + 受容体 {\displaystyle \rightleftharpoons } ジヒドロキシアセトン + 還元受容体
反応式の通り、この酵素の基質はグリセロールと受容体で、生成物はジヒドロキシアセトンと還元受容体である。補酵素としてピロロキノリンキノンが用いられる。
組織名はglycerol:acceptor 1-oxidoreductaseである。別名にglycerol:(acceptor) 1-oxidoreductaseがある。